# Normier
Normier ist eine französische Gemeinde mit 64 Einwohnern (Stand 1. Januar 2022) im Département Côte-d’Or in der Region Bourgogne-Franche-Comté. Sie gehört zum Kanton Semur-en-Auxois und zum Arrondissement Montbard. 
Sie grenzt im Nordwesten an Clamerey, im Nordosten an Saint-Thibault, im Südosten an Thorey-sous-Charny und im Südwesten an Noidan.

## Bevölkerungsentwicklung
| Jahr                       | 1962 | 1968 | 1975 | 1982 | 1990 | 1999 | 2008 | 2016 |
| -------------------------- | ---- | ---- | ---- | ---- | ---- | ---- | ---- | ---- |
| Einwohner                  | 52   | 41   | 36   | 50   | 47   | 47   | 48   | 44   |
| Quellen: Cassini und INSEE |      |      |      |      |      |      |      |      |